# Chân không

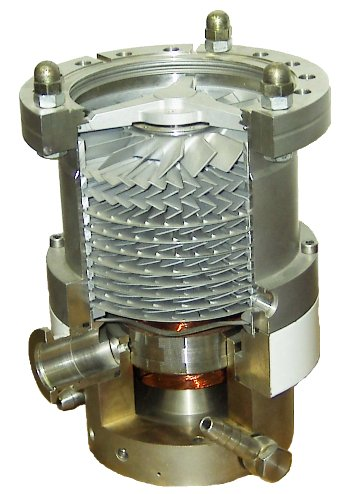
Một máy bơm chân không đã được mở để lộ cấu trúc bên trong.

Chân không (tiếng Anh: vacuum), trong lý thuyết cổ điển là không gian không chứa vật chất. Từ "vacuum" xuất phát từ một từ Latin vacuus có nghĩa là "trống" hoặc là "khoảng trống". Như vậy chân không có thể tích khác không và khối lượng (và do đó năng lượng) bằng không. Do không có vật chất bên trong, chân không là nơi không có áp suất.
Một số lý thuyết lượng tử cho biết khái niệm chân không theo nghĩa cổ điển không tồn tại, do vi phạm nguyên lý bất định. Chân không, theo các lý thuyết này, luôn có sự dao động khối lượng (và do đó năng lượng) nhỏ. Điều này nghĩa là, ở một thời điểm nào đó, luôn có thể xuất hiện một cách ngẫu nhiên các hạt có năng lượng dương và một thời điểm khác hạt này biến mất. Các hạt ngẫu nhiên xuất hiện trong chân không tạo ra một áp suất gọi là áp suất lượng tử chân không. Các thí nghiệm đo đạc áp suất này sẽ giúp khẳng định độ chính xác của các lý thuyết lượng tử về chân không.
Trong thực tế, không có nơi nào trong vũ trụ quan sát được tồn tại chân không hoàn hảo như lý thuyết. Các thí nghiệm và các ứng dụng thực tế có thể tạo ra các không gian chứa ít vật chất và có áp suất thấp. Những không gian này cũng hay được gọi là "chân không" trong kỹ thuật, như khi nói về máy bơm chân không, tùy theo quy ước về giới hạn áp suất thấp. Như vậy, chân không được hiểu là khoảng không-thời gian cụ thể có mật độ vật chất thấp và/hoặc rất thấp. Lưu ý, khái niệm thấp và rất thấp ở đây được hiểu một cách tương đối...
Trang thái chân không, do đó, hiểu là trạng thái có áp suất nhỏ hơn áp suất khí quyển trung bình chuẩn, và được chia thành:
1. Chân không thấp (p>100Pa)
2. Chân không trung bình (100Pa>p>0.1Pa)
3. Chân không cao (0.1Pa>p>10−5Pa)
4. Chân không siêu cao (p<10−5Pa)

Nói chung, nơi có điều kiện gần với chân không nhất là khoảng không giữa các thiên thể, hoặc khoảng không ở ngoài rìa vũ trụ (cách trung tâm Vụ Nổ Lớn hơn 15 tỷ năm ánh sáng).
Hạt photon của ánh sáng và bức xạ điện từ được cho là di chuyển trong chân không, đúng hơn là trong không gian không có vật chất nào ngoài hạt này, với tốc độ không đổi và không phụ thuộc vào hệ quy chiếu, thường được gọi là tốc độ ánh sáng.

## Lịch sử
Hơn 25 thế kỉ qua, chân không đã được con người gán cho nhiều khái niệm khác nhau.
Theo quan niệm của các nhà khoa học thời cổ đại ở thế kỉ XV, mà tiêu biểu là Democritos- cha đẻ của thuyết nguyên tử, cho rằng chân không là không gian không chứa vật chất, trống rỗng, hoàn toàn không có gì. Qua đó, có nghĩa là với thể tích khác không, nhưng khối lượng bằng không dẫn đến năng lượng bằng không thì áp suát bằng không. Một thế kỉ sau, Aristote lại phủ nhận chân không và ca ngợi thiên nhiên. Thiên nhiên có mặt ở khắp mọi nơi, cho rằng không gian chứa đầy "ete vũ trụ"-chất "tinh túy tuyệt vời", nó có mặt ở mọi nơi, mọi chốn. Vậy, chân không không thể tồn tại, vì nếu có thì chuyển động của một vật sẽ phải "tức thời" hay "bất tận". Những tư duy ý niệm có tính triết học về chân không. "trống rỗng", "hư vô" thống trị tư duy của thế giới Ả Rập, La Mã, Hy Lạp đó chỉ bị đánh đổ khi có sự ra đời khoa học thực nghiệm của Galileo (1564-1642), Pascal (1623-1662), Torricelli (1608-1647) ở thế kỉ XVII. Dù bản chất của chân không chưa được sáng tỏ nhưng kể từ đó, chân không mới đi dần vào hiện thực cuộc sống.
Nhưng đến năm 1654, sau thí nghiệm của Quả cầu Magdeburg do Otto von Guericke tiến hành tại bang Magdeburg, nước Đức, quê hương ông, chân không mới thực sự được hiểu đúng và bắt đầu phục vụ sản xuất. Có thể nói, ông là người đặt nền tảng, là cha đẻ của chân không. Nói về thí nghiệm Quả cầu Magdeburg. Mỗi học sinh đều được học ở trung học, trong thí nghiệm này, có 16 con ngựa - mỗi bên tám con kéo một bán cầu kim loại đã mài nhẵn, áp sát vào nhau và được rút hết không khí bên trong bằng chiếc máy hút chân không cũng do Otto chế tạo vào năm 1650. Qua thí nghiệm này, con người mới thấy được sức ép to lớn của khí quyển lên mặt đất như thế nào.
Ngày nay, lý thuyết lượng tử đã khẳng định rằng: Do sự đúng đắn của nguyên lý bất định mà luôn có sự dao động khối lượng và năng lượng (dù rất nhỏ) trong lòng chân không. Nghĩa là, những hạt mang năng lượng vẫn tồn tại trong chân không. Chúng tạo ra áp suất trong lòng chân không, gọi là áp suất lượng tử chân không.
Và, thực tế đã chứng minh không tồn tại môi trường chân không hoàn hảo như lý thuyết. Chân không được tạo ra thực tế có ít vật chất, áp suất thấp, được gọi là chân không kĩ thuật.

## Điện từ học
Trong điện từ học cổ điển, chân không của môi trường tự do, hay môi trường tự do hay chân không hoàn hảo, là một môi trường tham chiếu chuẩn cho các hiệu ứng điện từ. Một vài tác giả xem môi trường tham chiếu này là chân không cổ điển, một thuật ngữ có khuynh hướng để phân biệt với chân không QED hay chân không QCD, nơi mà sự dao động chân không có thể tạo ra mật độ hạt ảo tức thời và hằng số điện môi và độ thấm tương đối không giống nhau.
Trong lý thuyết điện từ học cổ điển, môi trường tự do có các tính chất sau:
- Bức xạ điện từ truyền qua mà không bị cản trở với vận tốc bằng vận tốc ánh sáng, 299.792,458 m/s theo đơn vị SI.[6]
- Các nguyên tắc chồng chất điện từ hoàn toàn chính xác.[7]
- Điện môi và thấm điện chính là hằng số điện môi ε0]][8] vá hằng số từ μ0]],[9] lần lượt (theo đơn vị SI), hay chính xác là 1 (theo đơn vị Gauss).
- Trở kháng (η) bằng trở kháng của môi trường chân không Z0 ≈ 376.73 Ω.[10]

Chân không của điện từ học cổ điển có thể được xem xét là môi trường điện từ lý tưởng với quan hệ trong hệ SI dược biểu diễn:
{\displaystyle {\boldsymbol {D}}({\boldsymbol {r}},\ t)=\varepsilon _{0}{\boldsymbol {E}}({\boldsymbol {r}},\ t)\,}
{\displaystyle {\boldsymbol {H}}({\boldsymbol {r}},\ t)={\frac {1}{\mu _{0}}}{\boldsymbol {B}}({\boldsymbol {r}},\ t)\,}
mối tương quan giữa trường D và E, và trường từ H-field H thành trường từ B-field B. Với r là vị trí trong không gian và t là thời gian.